# NGC 454/2
NGC 454/2 је спирална галаксија у сазвежђу Феникс која се налази на NGC листи објеката дубоког неба.
Деклинација објекта је - 55° 23' 50" а ректасцензија 1h 14m 24,8s. Привидна величина (магнитуда) објекта NGC 454 износи 13,7 а фотографска магнитуда 14,5. NGC 4542 је још познат и под ознакама ESO 151-36, AM 0112-554, PGC 4468.